# Wynn Resorts
Wynn Resorts Ltd. är ett amerikanskt företag inom gästgiveri och hasardspel. De har verksamheter i Macao (Kina) och USA. År 2022 var Wynn världens femte största kasinoföretag efter omsättning.
Företaget har sitt huvudkontor i kasinot Wynn Las Vegas i Paradise i Nevada.

## Historik
Företaget grundades 2000 av kasinomagnaten Steve Wynn efter att hans förra kasinoföretag Mirage Resorts såldes till konkurrenten MGM Grand Inc. för 4,4 miljarder amerikanska dollar tidigare under det året. I februari 2018 tvingades Steve Wynn att avgå som styrelseordförande och VD på grund av anklagelser om sexuella trakasserier i och med metoo.

## Dotterbolag
- Wynn Macau, Limited (72%)[1]

## Tillgångar
Källa: 

### Nuvarande

#### Kasinon/hotell
|  | Namn                 | Ort                         | Invigd | Antal hotellrum | Spelyta (m2) |
|  | -------------------- | --------------------------- | ------ | --------------- | ------------ |
|  | Encore at Wynn Macau | Sé, Macao, Kina             | 2010   | 414             | N/A          |
|  | Encore Boston Harbor | Everett, Massachusetts, USA | 2019   | 671             | 19 788       |
|  | Encore Las Vegas     | Paradise, Nevada, USA       | 2008   | 2 034           | 18 023       |
|  | Wynn Las Vegas       | Paradise, Nevada, USA       | 2005   | 2 714           | 18 023       |
|  | Wynn Macau           | Sé, Macao, Kina             | 2006   | 596             | 27 314       |
|  | Wynn Palace          | Cotai, Macao, Kina          | 2016   | 1 706           | 43 479       |
|  |                      |                             |        | 8 135           | 108 604      |

#### Övrigt
- Wynn Golf Club/Wynn Golf and Country Club, en golfbana som ligger på samma tomt som kasinonen Wynn Las Vegas och Encore Las Vegas.[8]

### Framtida
|  | Namn                  | Ort                                                    | Invigs | Antal hotellrum | Spelyta (m2) |
|  | --------------------- | ------------------------------------------------------ | ------ | --------------- | ------------ |
|  | Crystal Pavilion      | Cotai, Macao, Kina                                     | 2024   | ~1 300          | N/A          |
|  | Wynn Al Marjan Island | Al Marjan Island, Ras al-Khayma, Förenade arabemiraten | 2027   | ~1 500          | N/A          |